# Удельная (станция метро)
«Уде́льная» — станция Петербургского метрополитена. Расположена на Московско-Петроградской линии между станциями «Пионерская» и «Озерки».
Станция открыта 4 ноября 1982 года в составе участка «Петроградская» — «Удельная». Наименование своё получила, как и одноимённая железнодорожная станция, из-за расположения в историческом районе Удельная.

## Наземные сооружения
Павильон выполнен по проекту архитектора В. Н. Выдрина и располагается в сквере между Елецкой и Енотаевской улицами, вблизи одноимённой железнодорожной станции. В 2016 году освещение в вестибюле заменено на светодиодное, люстра оригинальной конструкции демонтирована.

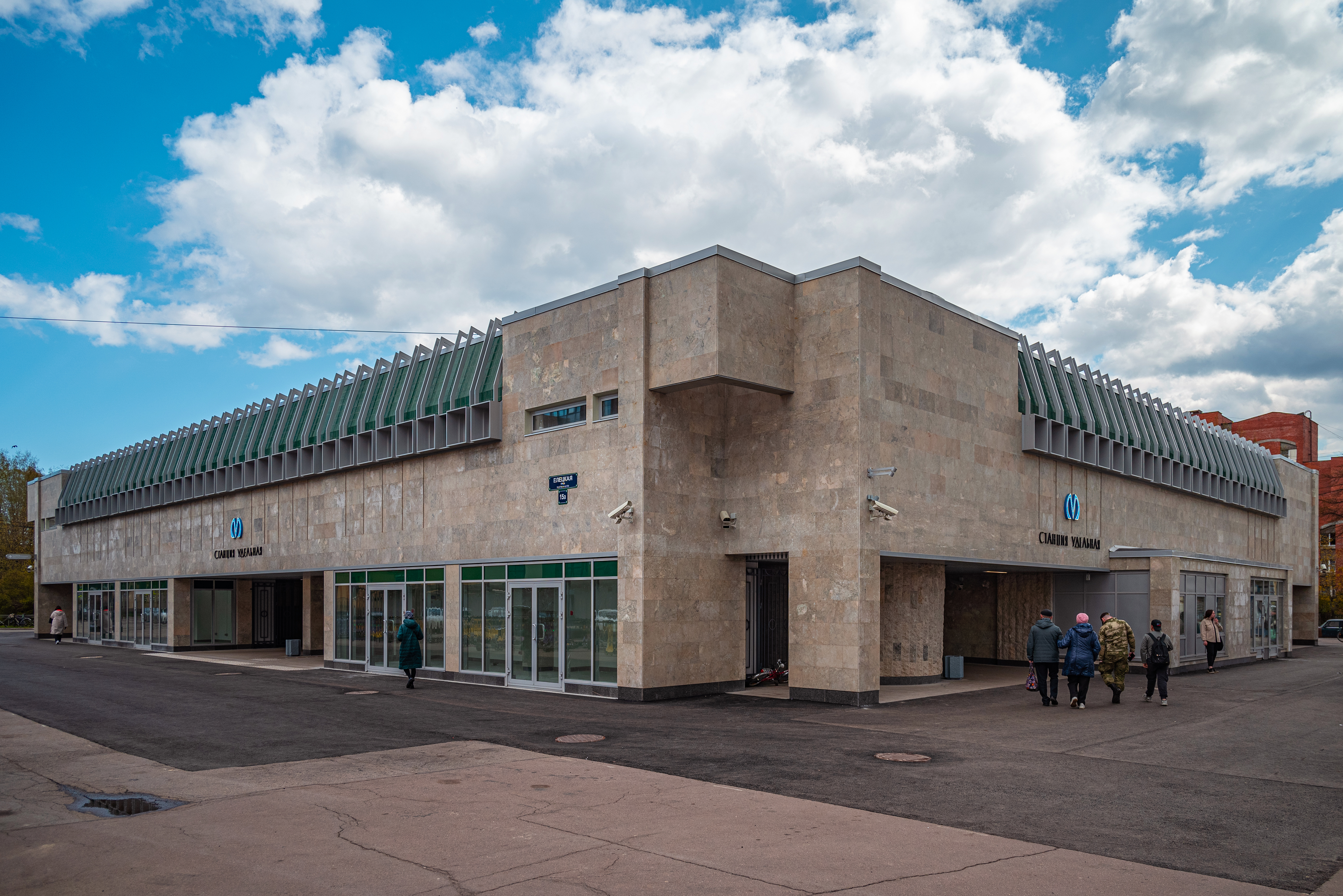
Павильон станции
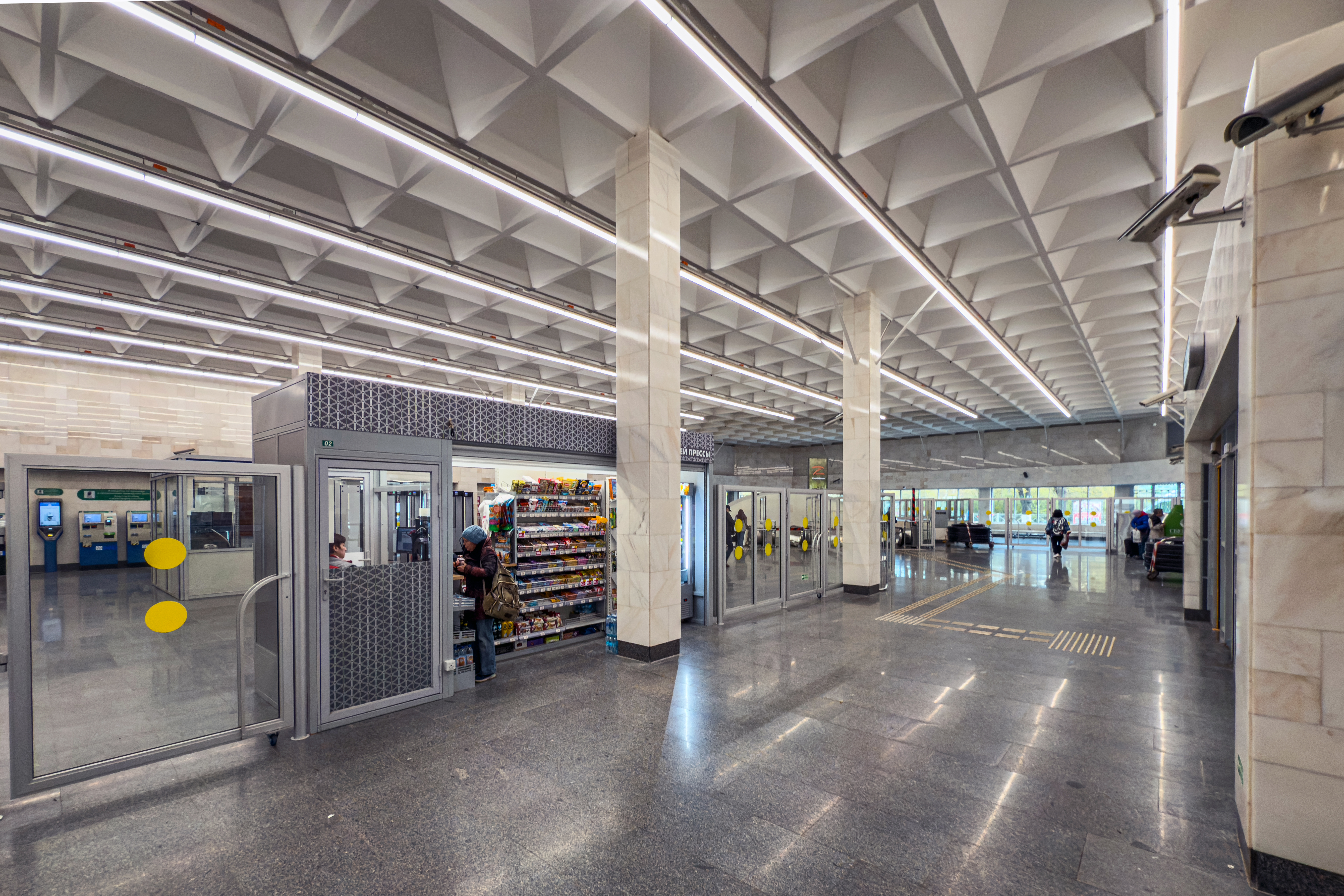
Вестибюль
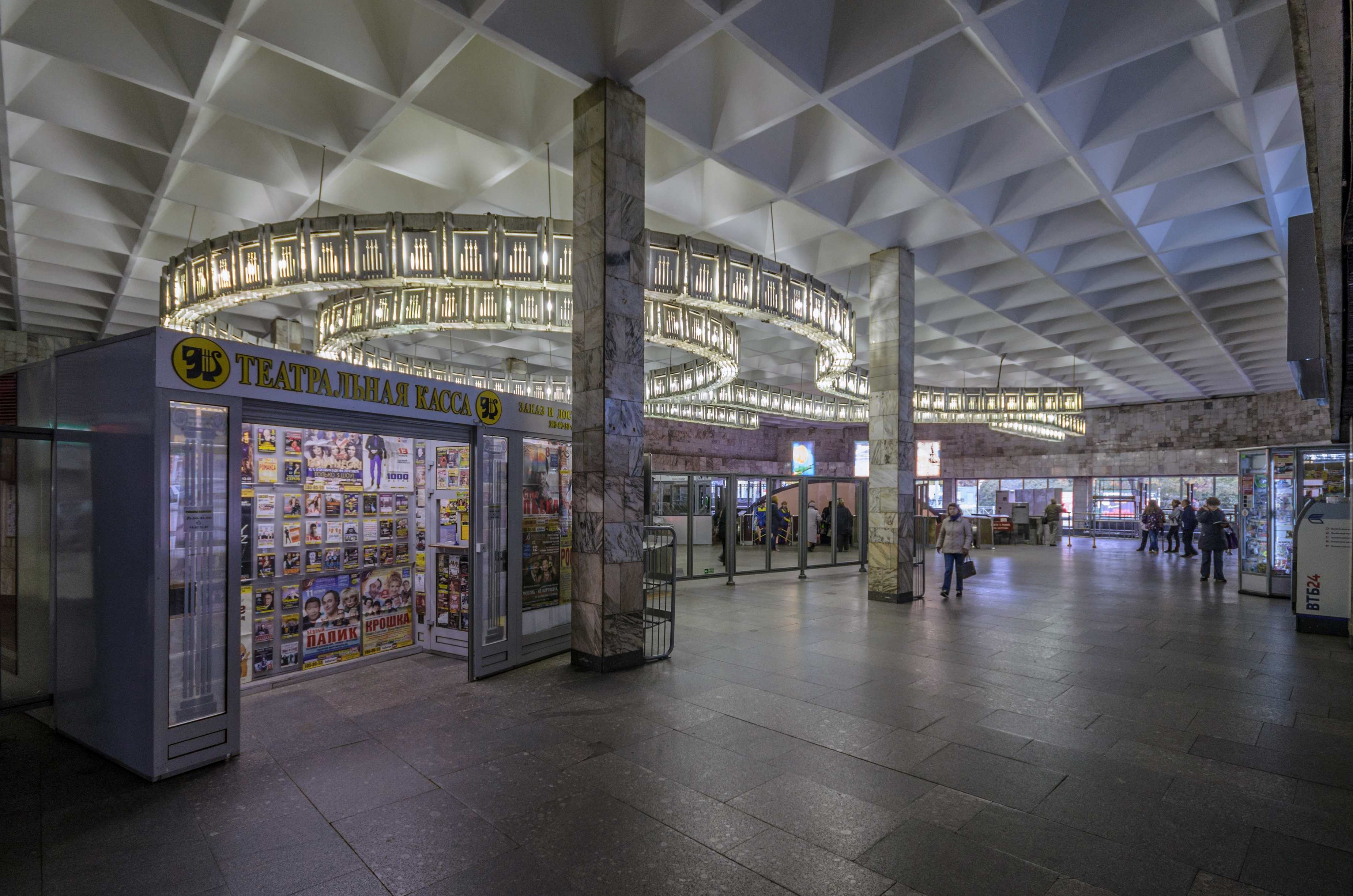
Вестибюль до проведения капитального ремонта и ликвидации центральной световой композиции

## Подземные сооружения
«Удельная» — односводчатая станция глубокого заложения (глубина ≈ 64 м). Подземный зал сооружён по проекту архитекторов А. С. Гецкина, В. Г. Хильченко и В. Н. Выдрина. Главный инженер проекта — Г. П. Конончук (ЛМГТ).
Торцевую стену подземного зала украшает барельеф В. И. Ленина, под которым помещён текст:
В начале августа 1917 года В. И. Ленин, скрываясь от преследования Временного буржуазного правительства, нелегально уехал на паровозе № 293 с железнодорожной станции Удельная в Финляндию. В начале октября 1917 года возвратился в Петроград для руководства подготовкой вооружённого восстания.
Лампы освещения, смонтированные в нишах свода перронного зала, закрыты декоративными решётками.
В 2000 году освещение станции было заменено с ртутных ламп на натриевые, а в 2016 году — на светодиодные.
Наклонный ход, содержащий четыре эскалатора, расположен в южном торце станции. Во время капитального ремонта светильники наклонного хода были заменены со столбиков на шары.
На станции планируются работы по капитальному ремонту вестибюля и наклонного хода: в октябре 2019 года подведены итоги тендера на разработку документации для предстоящей реконструкции.

## Путевое развитие
Севернее станции расположен трёхстрелочный оборотный тупик, в конце которого (на пятом станционном пути) до 2006 года размещался пункт технического обслуживания (ПТО) со смотровой канавой, способный вместить 2 шестивагонных состава. Съезды в ПТО впервые в Ленинграде были выполнены под общим со станцией сводом.
Примечательным является то, что в окончании ПТО находится шлагбаум, а через несколько метров за поворотом закрытая металлоконструкция (гермозатвор) 226-А, отделяющая действующий метрополитен от замороженного на данный момент строительства объекта жизнеобеспечения, строительством которого занималось СМУ-20 Ленметростроя. Этот объект представляет собой односводчатую станцию в черновой отделке. Строительство объекта велось с 1987 года, продление тупика станции к спецобъекту было выполнено в 1994 году, однако в 1995 году строительство было остановлено. Вместе с этим, изначальными планами предусматривался ввод объекта в эксплуатацию в 1990 году.
Проектами развития метрополитена 1980-х годов к 1996 году предусматривалось строительство как минимум ещё одного подобного объекта, в частности, предположительно, в ответвлении от тупикового пути станции «Старая Деревня».
На станции «Удельная» имеется линейный пункт для машинистов второй линии.

## Наземный городской транспорт

#### Автобусы
| №   | Пересадки                                                   | Конечный пункт 1    | Конечный пункт 2                  |
| --- | ----------------------------------------------------------- | ------------------- | --------------------------------- |
| 38  | Пионерская Шувалово Озерки Удельная                         | АО «ОДК-Климов»     | Репищева улица                    |
| 40  | Академическая Площадь Мужества Удельная                     | проспект Культуры   | Автобусный парк № 2               |
| 85  | Комендантский Проспект Озерки Удельная                      | Озерки Удельная     | улица Шаврова                     |
| 86  | Озерки Удельная Ланская Выборгская                          | улица Жени Егоровой | Площадь Ленина Финляндский вокзал |
| 112 | Комендантский Проспект Старая Деревня Беговая Лахта Ольгино | Удельная Удельная   | ЖК «Юнтолово»                     |
| 208 | Удельная Озерки                                             | Репищева улица      | Гражданский проспект              |
| 219 | —                                                           | Удельная Удельная   | ЖК «Новоорловский»                |
| 279 | Пионерская Комендантский Проспект                           | Удельная Удельная   | Старая Деревня                    |

#### Трамваи
| №  | Пересадки                                                 | Конечный пункт 1  | Конечный пункт 2                  |
| -- | --------------------------------------------------------- | ----------------- | --------------------------------- |
| 9  | Озерки Академическая Ручьи                                | Удельная Удельная | Пискарёвка                        |
| 20 | Озерки Удельная Ланская Лесная Выборгская                 | Проспект Культуры | Площадь Ленина Финляндский вокзал |
| 21 | Проспект Просвещения Озерки Удельная Ланская Чёрная Речка | Придорожная аллея | Приморский проспект               |

## Капитальный ремонт станции
С 1 июня 2024 года станция была закрыта на капитальный ремонт. Открытие станции после капремонта состоялось 25 апреля 2025 года в 05:30 утра.